# Perizoma uniformata
Perizoma uniformata là một loài bướm đêm trong họ Geometridae.